# Valles di Plutone
Segue una lista delle valles presenti sulla superficie di Plutone. La nomenclatura di Plutone è regolata dall'Unione Astronomica Internazionale; la lista contiene solo formazioni esogeologiche ufficialmente riconosciute da tale istituzione.
Le valles di Plutone portano i nomi di eroi ed esploratori dell'oltretomba.

## Prospetto
| Vallis              | Eponimo | Latitudine | Longitudine | Diametro |
| ------------------- | --- | ---------- | ----------- | -------- |
| Hunahpu Valles      | Hunahpu - Uno degli eroi gemelli della mitologia maya che affronta varie prove nell'oltretomba.                  | 49,09° N   | 154,41° E   | 295 km   |
| Lemminkäinen Vallis | Lemminkäinen - Eroe della mitologia finnica che tenta di catturare il cigno a guardia del fiume dell'oltretomba. | 87,42° N   | 238,73° E   | 726 km   |
| Väinämöinen Vallis  | Väinämöinen - Eroe della mitologia finnica che si reca nell'oltretomba per acquisire la saggezza dei defunti.    | 80,70° N   | 70,81° E    | 438 km   |